# Scott Kennedy
Scott Kennedy (Calgary, 1997. március 31. –) kanadai válogatott labdarúgó, az osztrák Wolfsberger AC hátvéde.

## Pályafutása

### Klubcsapatokban
Kennedy a kanadai Calgary városában született. Az ifjúsági pályafutását a helyi Calgary Chinooks akadémiájánál kezdte.
2015-ben mutatkozott be a német Traunstein felnőtt keretében. 2016-ban az Amberg, majd 2017-ben az osztrák Grödig szerződtette. 2018-ban az Austria Klagenfurthoz igazolt. 2020. augusztus 18-án a német másodosztályban szereplő Jahn Regensburghoz csatlakozott. Először a 2020. október 31-ei, Paderborn ellen 3–1-re elvesztett mérkőzés 72. percében, Florian Heister cseréjeként lépett pályára. Első gólját 2021. július 31-én, a Sandhausen ellen hazai pályán 3–0-ás győzelemmel zárult találkozón szerezte meg.
2023. július 14-én kétéves szerződést kötött az osztrák első osztályban érdekelt Wolfsberger AC együttesével.

### A válogatottban
Kennedy 2021-ben debütált a kanadai válogatottban. Először a 2021. június 9-ei, Suriname ellen 4–0-ra megnyert mérkőzésen lépett pályára.

## Statisztikák
2024. augusztus 28. szerint
| Klub            | Szezon   | Osztály            | Bajnokság | Bajnokság | Kupa  | Kupa | Nemzetközi | Nemzetközi | Összesen | Összesen |
| Klub            | Szezon   | Osztály            | Meccs     | Gól       | Meccs | Gól  | Meccs      | Gól        | Meccs    | Gól      |
| --------------- | -------- | ------------------ | --------- | --------- | ----- | ---- | ---------- | ---------- | -------- | -------- |
| Jahn Regensburg | 2020–21  | 2. Bundesliga      | 22        | 0         | 3     | 1    | —          | —          | 25       | 1        |
| Jahn Regensburg | 2021–22  | 2. Bundesliga      | 23        | 2         | 1     | 0    | —          | —          | 24       | 2        |
| Jahn Regensburg | 2022–23  | 2. Bundesliga      | 23        | 0         | 1     | 0    | —          | —          | 24       | 0        |
| Wolfsberger AC  | 2023–24  | Osztrák Bundesliga | 18        | 1         | 1     | 0    | —          | —          | 19       | 1        |
| Wolfsberger AC  | 2024–25  | Osztrák Bundesliga | 0         | 0         | 1     | 0    | —          | —          | 1        | 0        |
| Összesen        | Összesen | Összesen           | 86        | 3         | 7     | 1    | 0          | 0          | 93       | 4        |

### A válogatottban
| Válogatott | Év       | Pályára lépés | Gól |
| ---------- | -------- | ------------- | --- |
| Kanada     | 2021     | 5             | 0   |
| Kanada     | 2022     | 3             | 0   |
| Kanada     | 2023     | 6             | 0   |
| Összesen   | Összesen | 14            | 0   |